# Dolmen de Cabaleiros
El dolmen de Cabaleiros, también llamado Casa da Moura, Casa dos Mouros o Couza do Cacheiro, es un monumento megalítico situado en la parroquia de Cabaleiros, perteneciente al ayuntamiento coruñés de Tordoya, comarca de Ordes.
El dolmen es propiedad de la Diputación Provincial de La Coruña y fue declarado en 1975 Monumento Histórico Artístico.

## Descripción
Está sobre un túmulo de un diámetro aproximado de treinta metros y dos metros de altura. El dolmen está formado por siete ortostatos además de una losa de techo de 4 x 3,40 m. La cámara es poligonal abierta con corredor orientado al este. Está datado en el tercer milenio antes de la era actual.